# 夜想曲第1番 (ショパン)
夜想曲第1番 変ロ短調 作品9-1 は、フレデリック・ショパンが1831年に作曲し、翌1832年に出版したピアノのための夜想曲。ベルリオーズの元婚約者でピアノ製作会社プレイエルの社長カミーユ・プレイエルの妻マリーに献呈された。

## 概要
作品9の3つの夜想曲のうち、第2作の作品9-2は有名な作であり、その陰に隠れがちであるが、作品9-1も規模内容ともに遜色ない。優雅な曲想で愛好家にも好評であり、作者の出世作となった。

## 構成

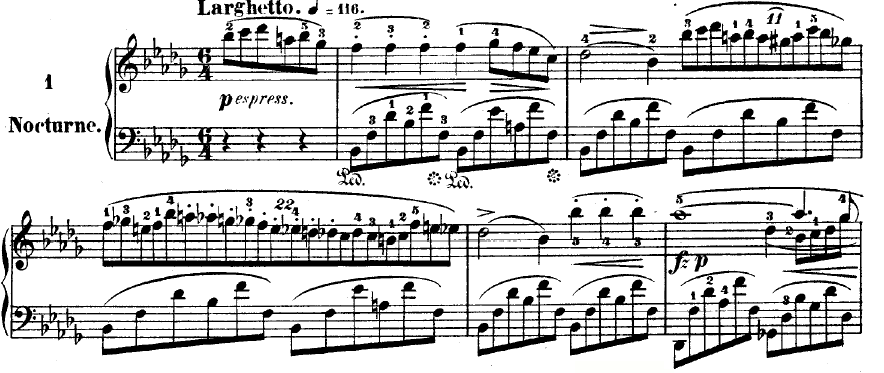
冒頭部分

変ロ短調、ラルゲット、4分の6拍子、複合三部形式。
右手に主題が現れ、左手は音域の広い作者特有の伴奏音形。装飾的にして流麗なパッセージが効果的な演出をしている。

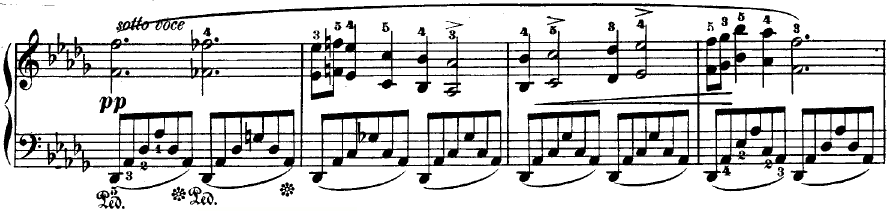
中間部分

中間部は変ニ長調の夢想的な部分。半音階進行が右手で繰り返され、左手伴奏は主題部と変わらない音形。
主題が再現されるがピカルディの三度と呼ばれる長三度の終止をしている。同名長調に転調しているともいえる。